# Klockan klickar
Klockan klickar (engelska: Clock Cleaners) är en amerikansk animerad kortfilm med Musse Pigg och Kalle Anka från 1937.

## Handling
Musse Pigg, Kalle Anka och Långben städar i ett klocktorn och under arbetets gång uppstår flera problem: Alltifrån vridna fjädrar till en sovande stork.

## Produktion och distribution
Filmen är den 97:e Musse Pigg-kortfilmen som producerades och den åttonde som lanserades år 1937.
Filmen är en av titlarna i boken The 50 Greatest Cartoons från 1994.

### Distribution
Filmen hade svensk premiär den 13 december 1937 på biografen Sture-Teatern i Stockholm, som innehåll i kortfilmsprogrammet Walt Disney ritar och berättar, tillsammans med Säg det med ukulele, En pratstund med femlingarna Dionne (ej Disney), Den gamla kvarnen och Plutos femlingar. Den separata kortfilmen hade nypremiär på Sture-Teatern den 29 november 1948.
Filmen hade svensk nypremiär den 29 november 1948 på Sture-Teatern i Stockholm. Den  ingick då i kortfilmsprogrammet Kalle Anka på tapeten, tillsammans med ytterligare sex kortfilmer: Kalle Anka och tordyveln, Kalle Ankas vintersemester, Hiawatha, djurens broder, Tonåringar till rörs (ej Disney), Kalle Anka i Alperna och Kalle Anka på tapeten.
Filmen har haft flera svenska titlar genom åren. Vid biopremiären 1937 under titeln Klockan klickar. Alternativa titlar till filmen är Klockan klämtar för Kalle Anka (1948), Kalle Anka i klocktornet och Klockrent, varav den sistnämnda är den som använts på svensk DVD-utgivning.
Filmen finns dubbad till svenska och har givits ut på DVD flera gånger.

## Rollista
- Walt Disney – Musse Pigg
- Clarence Nash – Kalle Anka
- Pinto Colvig – Långben[2]